# Анастасије Грибановски
Митрополит Анастасије (рођ. Александар Алексејевич Грибановски; 6. [18] август 1873, Братки, Борисоглебски округ, Тамбовска губернија — 22. мај 1965, Менхетн, Њујорк) епископ Руске православне заграничне цркве (РПЗЦ), Митрополит источноамерички и њујоршки ; после митрополита Антонија, првојерарх Архијерејског синода РПЦЗ.

## Биографија

### У Русији
Рођен 6 (18) августа 1873. године у селу Братки, Борисоглебски округ, Тамбовска губернија, где су му деда по мајци, а потом отац, били свештеници. Александрови родитељи били су свештеник Алексије Грибановски и његова супруга Ана. О годинама детињства митрополита Анастасија зна се врло мало: избегавао је да говори и пише о себи .
Завршио је Тамбовску богословску школу и Тамбовску богословију (1893), одакле је о државном трошку упућен у Московску духовну академију (МДА), у којој је 1897. дипломирао богословље. Од 1898. помоћник инспектора МДА.
20. априла 1898. године у Тамбовском Казанском манастиру епископ тамбовски Александар (Богданов) је пострижен у монашки чин са именом Анастасије у част светог Анастасија Синајског. Епископ Александар је 23. априла исте године замонашио монаха Анастасија у чин јерођакона, а убрзо и у чин јеромонаха.
Од 1900. инспектор Витанијске богословије; од јула 1901. ректор Московске богословије у чину архимандрита.
29. јуна 1906. године у московском Успенском сабору хиротонисан је за епископа серпуховског, четвртог (од 1910. трећег) намесника Московске епархије, са резиденцијом у Даниловском манастиру.
14. маја 1914. премештен је у самосталну холмско-љублинску катедру. Месец и по дана по његовом доласку у Холм, почео је Први светски рат, а он је много времена почео да посвећује путовањима на фронт, где је обављао молитве и сахране на положајима, давао своју кућу као амбуланту за рањенике. Његове активности су награђене Орденом Светог Владимира 2. степена и Орденом Светог Александра Невског са мачевима.
После евакуације у Москву, 10. децембра 1915. године постављен је у департман Кишињев и Хотин; 6. маја 1916. године је уздигнут у чин архиепископа, а 22. маја, на његову молбу, позвани су у Бесарабију монаси из руских манастира у централној Русији ради подизања културног нивоа бесарабских монаха . Овде се поново нашао у непосредној близини главних операција и поново често посећивао војне јединице.
1917-1918, члан Сверуског помесног савета, учествовао је на све три седнице, председавао верско-просветним скупом Црквеног сабора, руководио комисијом за организовање прославе избора и устоличења патријарха, члан Судијске комисије на сабору епископа. Изабран за члана Светог синода и Врховног црквеног савета.
У марту 1918. добио је право да на свом клобуку носи дијамантски крст.
Октобра 1918. године, по налогу патријарха Тихона, одлази из Москве у Одесу у нади да ће обновити везу са Бесарабијом, прекинуту због окупације покрајине од румунских трупа, која је, црквено гледано, укључена у Румунску православну цркву. Одбио је понуду румунског Синода да уђе у његов састав; 1919. одлази у Цариград и тамо борави у Галати, у дворишту руског Светопантелејмонског манастира. Наставио је да користи своју бившу титулу.

### У егзилу
15. октобра 1920. године Привремена виша црквена управа Југоисточне Русије поставила га је за епархијског епископа за управника руских парохија Цариградског округа , он је крајем новембра заједно са епископом Венијамином (Федченков), митрополитом пруским Доротејем (Мамелисом) разговарао о будућем црквено-правном статусу руске емиграције на територији Цариградске патријаршије. 22. новембра 1920. године укључен је у ВВТсУ, чији су састанци одржани у Цариграду, и изабран је за заменика митрополита Антонија (Храповицког). 2. децембра 1920. године, повељом Васељенског патријарха, између осталих руских епископа, добио је дозволу да формира привремену црквену комисију („епитропију“) под врховном влашћу Васељенске Патријаршије која ће надгледати и водити црквени живот руских колонија. 13. априла 1921. године послат је у Јерусалим од комисије која је 13. априла 1921. добила назив Привремена виша црквена управа у иностранству (ВВЦУЗ), да надгледа Руску црквену мисију. 24. априла 1922. године изабран је за председника Руског комитета у Турској, који је обједињавао до 35 избегличких организација.
Од 21. новембра до 2. децембра 1921. године у Сремским Карловцима (Србија), као један од потпредседника, учествовао је на „Општем сабору представника Руске заграничне цркве“, који је касније преименован у Руски свегранични црквени сабор. ; руководио Одељењем за духовни препород Русије, 30. новембра је поднео извештај о рестаурацији монархије у Русији. После расправе, Савет је усвојио апел са позивом на молитву за обнову монархије у Русији и владарског дома Романових. Он је, међу низом других чланова Савета, дао писану изјаву у којој је покретање питања монархије, уз помињање династије, оценио да „због политичке природе не подлеже расправи Црквеног савета“.
13. септембра 1922. ступио је у привремени архијерејски синод (ван надлежности Московске патријаршије) који је створио Архијерејски сабор у Сремским Карловцима, који је постао намесник ВВТсУЗ.
У мају-јуну 1923. године учествовао је на Свеправославној конференцији одржаној у Цариграду, где је деловао као вођа опозиције реформама које је предложио патријарх Мелетије. Сукоб је нагло погоршао односе између руских заједница и Патријаршије: на крају Свеправославне конференције, Анастасију је речено да убудуће на богослужењима треба да помене само Васељенског патријарха. Захтев који се показао као неприхватљив за архиепископа и није испуњен.
Године 1924. био је принуђен да напусти Цариград због забране коју је у мају те године увела Васељенска патријаршија. Отпутовао је преко Француске у Бугарску, где је у септембру учествовао у новом освећењу Саборне цркве Александра Невског у Софији, што је био први случај саслуживања руског епископа са бугарским свештенством под расколом (од 1872).
Од краја 1924. до 1935. углавном је био у Јерусалиму, надгледајући послове Руске црквене мисије у Јерусалиму.
Указом намесника Патријаршијског, митрополита московског Сергија (Страгородског) од 22. јуна 1934. године, поред осталих „карловачких епископа“, забрањено му је служење; указ је одбијен 10. септембра исте године посебном одлуком Архијерејског сабора у Сремским Карловцима.
Новембра 1935. стао је на чело аутономног Балканског округа, у вези с тим га је патријарх српски Варнава уздигао у чин митрополита.
31. октобра – 18. новембра 1935. године, као представник РПЦЗ, учествовао је на састанку којим је председавао патријарх Варнава, са представницима других црквених емигрантских структура: митрополитима Евлогијем (Георгијевским) и Теофилом (Пашковским) и епископом Димитријем (Вознесенским) На састанку је разрађен Привремени правилник о управи Руске Заграничне Цркве.
Имао је негативан став према „руском фашизму“. Он је 28. јула 1936. године на Владимирској слави у Београду рекао: „Фашизам је врста државног устројства која не може бити наш идеал. Заснива се на принципима принуде, проширујући се на саму идеологију човека. Али ван слободе нема моралних достигнућа и моралне одговорности. Без овог другог не можемо замислити руску православну државу“ .

### Првојерарх РПЦЗ
10. августа 1936. године, после упокојења митрополита Антонија (Храповицког), као најстарији епископ по хиротонији РПЦЗ и први намесник упокојеног, изабран је за Првојерарха РПЦЗ, председника Архијерејског Сабора и Синода.
Он се 12. јуна 1938. обратио шефу немачке владе Адолфу Хитлеру са захвалницом поводом закона о имовини РПЦЗ у Немачкој и издвајању новца за изградњу храма у Берлину.
У августу 1938. године, под његовим председавањем, у Сремским Карловцима је одржан Други сведијаспорски сабор, који је, између осталог, осудио прелазак управника западноевропских руских парохија митрополита Евлогија (Георгијевског) под јурисдикцију Патријарха. цариградског, као и прогон Цркве у СССР.
Како је Немачка напредовала током Другог светског рата, првојерарх РПЦЗ митрополит Анастасије је почео да разматра могућност пресељења црквеног центра у Швајцарску. Министарство верских послова подржало је Немачку епархију Руске заграничне цркве (РОЦОР), која је била у опозицији са Московском патријаршијом, и доделило јој државни статус „корпорације јавног права“, који је био доступан само лутеранима и католицима. После окупације Београда од стране немачких трупа у априлу 1941, уследиле су репресије против руководства Српске православне цркве; Патријарх Гаврило је 25. априла ухапшен.
Истовремено, рат је довео до дезорганизације црквене управе. Према мемоарима Георгија Грабеа, „испоставило се да је преписка са било којом земљом немогућа. Постали смо потпуно изоловани. Потпуно немогући су се показали и они односи који су раније били са Америком и Далеким истоком. Недуго пре тога добијали смо новац из Америке, доста редовно се дописивали са Харбином, а сада ни пошта није ишла у Немачку. Постојала је потпуна и савршена изолација“ .
Према студији Михаила Шкаровског, 22. јуна 1941. године Гестапо је претресао одаје Првојерарха РПЦЗ, митрополита Анастасија, у коме је он био на гласу као англофил. Претреси су извршени у канцеларији Архијерејског синода и у стану шефа синодалне канцеларије Григорија Грабеа. Митрополит Анастасије се уздржао од било какве поруке у вези са избијањем рата на територији СССР-а, иако су неки од руских емиграната поздравили избијање рата између Немачке и СССР-а, повезујући га са неминовним сломом бољшевичког режима у Русији.
Главни циљ Синода у односима са немачким одељењима био је оживљавање цркве на територији СССР-а коју је окупирао Вермахт. Али 26. јуна 1941. године, молба коју је Анастасије послао Министарству црквених послова Рајха за дозволу да отпутује у Берлин како би разговарали о питању организовања црквене власти на „источним територијама” одбијен је због одбијања таквих предлога од стране других. одељења Трећег рајха.
Митрополит Анастасије је 1. октобра 1941. године послао у Берлин мишљење Архијерејског Синода о стању црквених ствари у Русији, које је предвиђало „обнављање црквеног живота у крајевима ослобођеним од комунистичке власти“ и „поновно успостављање легитимне сверуске црквене власти“; предложено је да се Синоду пружи могућност да пошаље епископе у Русију, као и да се убудуће сазове „у Москви што је пре могуће по ослобађању“ Сабор „свих расположивих епископа Руске Цркве, не компромитован од сарадњу са митрополитом Сергијем и посебно учешће у његовом Синоду, на челу са најстаријим од њих и формирање привремене врховне црквене управе, која би потом сазвала Сверуски сабор за обнову Патријаршије и суђење о даљем устројству Руске Цркве“.
Међутим, упркос политици верског и јурисдикционог плурализма коју је водило немачко руководство на окупираним територијама СССР-а, однос према РПЗЦ-у био је неповерљив, а њене активности на територији СССР-а крајње ограничене; Сам митрополит Анастасије био је у кућном притвору. Ипак, митрополит Анастасије је слао на окупиране територије СССР-а, како преко берлинског јерарха Серафима, тако и директно, антиминсе, напрсне крстове, богослужбене књиге сакупљене у Србији .
14. септембра 1943. године, два дана после устоличења патријарха Сергија (Страгородског), митрополит Анастасије је дао изјаву о непризнавању избора патријарха. „Епископска конференција Архијереја Православне Руске Заграничне Цркве“, којој је присуствовало 14 људи (укључујући два представника Белоруске Цркве), одржана је у Бечу 21-26. октобра 1943. године. На састанку је усвојена резолуција о непризнавању избора „Патријарха целе Русије у Москви“ због неканоничности и позвани „сви верници Православне Руске Цркве у Отаџбини и у дијаспори“ да се боре против комунизма. ; трећи документ који је Скуп усвојио – „Резолуција о питању на који начин Црква може допринети борби против бољшевичког атеизма“ – заправо је садржао критику немачке политике према Руској цркви и укључивао је захтеве за давање веће слободе, укључујући у окупираних територија.
Септембра 1944, заједно са осталим епископима и канцеларијом Синода РПЦЗ, прелази у Карлсбад, затим у Минхен.
У Немачкој, митрополит Анастасије је имао неколико састанака са генералом Андрејем Власовим, који је благословио стварање Руске ослободилачке армије (РОА). 18. новембра 1944. био је у Берлину на свечаном састанку на којем је проглашено оснивање Комитета ослобођења народа Русије (КОНР) и 19. новембра у Берлинској катедрали одржао говор о оснивању комитета.
Патријарх Алексије I обратио се 10. августа 1945. архипастирима и свештенству „такозване карловачке оријентације” позивом на покајање за поделу: „Над онима који овога пута остају глуви на наш очински позив, горе поменута одлука Светог Синода Руских Православних Цркава 1934“. У октобру исте године, митрополит Анастасије је одговорио поруком у којој је положај Цркве у СССР-у назвао неслободним, „погодности“ које су јој додељене биле су „сувише безначајне“, неискрене и крхке, навео је да је у замену за „удео слободе“, Црква у СССР-у је морала да се одрекне „своје унутрашње независности“. Своју поруку је закључио речима: „Могао би бити само Сверуски црквени сабор, слободно и законито сазван и потпуно независан у својим одлукама, уз учешће, ако је могуће, свих епископа у иностранству, а посебно оних који су сада затворени у Русији. потпуно компетентан судија између Епископа Заграничних и садашњег поглавара Руске Цркве“ .
Почетком 1946. године одлази у Женеву, где ступа у епископију РПЦЗ, замонашивши два архимандрита, Натанаила (Љвовског) и Серафима (Иванова) у саслужењу епископа Јеронима (Чернова).
На Архијерејском Сабору у мају 1946. године у Минхену, 12 руских епископа, који су служили током ратних година на територији СССР окупираног од Немачке, приступило је РПЦЗ, те је поново успостављен Архијерејски Синод РПЦЗ.
Од касних 1940-их, највећи утицај у његовом окружењу уживали су протопрезвитер Михаил Полски, који је побегао из СССР-а, и Јуриј Павлович Грабе (касније епископ Григорије), који је исповедао екстремне погледе на Московску патријаршију и њене јерархе.
Септембра 1950. године Митрополит Анастасије је предузео путовање у Епархију западноевропску, где је 24. септембра у Женеви посветио за епископа Женевског викара архимандрита Леонтија (Бартошевића) и освештао 1. октобра у Бриселу новосаграђени храм-споменик. цару-мученику Николају II и целом руском народу, побијеном у сметњи. Враћајући се из Брисела у Немачку, митрополит Анастасије је 8. октобра 1950. године освештао нову цркву у Франкфурту на Мајни у име Васкрсења Христовог .
24. новембра 1950. прешао је из Минхена у Њујорк (САД) где је свечано дочекан у Вазнесенској цркви. Он је 25. новембра отпутовао у манастир Свете Тројице у Џорданвилу у Њујорку, где је освештао новосаграђену камену цркву у част Свете Тројице, након чега је одржан Архијерејски Сабор на коме је учествовало 11 архијереја РПЦЗ. Овде је први пут у историји РПЦЗ извршио обред миропомазања и освећења, који је РПЦЗ претходно примила од Српске Цркве. Одмах по преласку у САД, покушао је да поново споји Северноамеричку митрополију са Архијерејским Синодом, на чијем је челу био митрополит Леонтије (Туркевич) јуна 1950. године, али безуспешно .
Архијерејски Синод је 29. априла 1960. године донео одлуку да митрополиту Анастасију додели титулу Митрополита источноамеричког и њујоршког, Првојерарха Руске Православне Заграничне Цркве. У априлу 1960. године Архијерејски Синод је именовао архиепископа Никона (Рклицког) за првог викара Епархије источноамеричке са титулом „Вашингтон-Флорида“. Архиепископ Никон је фактички постао администратор Епархије источноамеричке, док је остарели митрополит Анастасије вршио опште руководство .
Према речима јеромонаха Евфимија (Логвинова), митрополит Анастасије је признао канонски легитимне оне поступке РПЦЗ без којих живот Цркве не би био могућ, али је показао изузетан опрез када се поставило питање чињења дела која у овом тренутку нису била од виталног значаја. Он се противио канонизацији Јована Кронштатског, позивајући се на немогућност добијања сагласности целе цркве .
Митрополит је 7. фебруара 1964. године објавио жељу да се повуче због старости и здравља. Одлука митрополита Анастасија да се повуче у великој мери последица је његове жеље да контролише избор свог наследника и да уз помоћ свог ауторитета спречи преокрете, сукобе и могуће поделе у време када се у РПЦЗ спремао оштар сукоб између присталица Јована (Максимович) и Никон (Рклицки). Архијерејски Синод је 12. фебруара, по извештају архиепископа Јована, одлучио да сазове Сабор за избор Првојерарха на 17. мај, у недељу жена мироносица .
Да би се извукли из тешке ситуације, Првојерарх је саветовао епископе да изаберу „неутралног“ епископа који не припада ниједној од црквених партија и по могућности младог. Најпогоднији кандидат био је најмлађи епископ по посвећењу, епископ бризбејнски Филарет (Вознесенски), кога је предложио архиепископ Јован. Како би избегао разлаз, архијереј је најавио да ће повући кандидатуру уколико већина гласа за владику Филарета. То су учинили и архиепископи Никон и Аверкије. Излаз се чинио сасвим прихватљивим – владика Филарет је изабран убедљивом већином гласова. Телеграфски се огласио само епископ Агапит (Крижановски). На крају гласања од митрополита Анастасија је затражено да или одобри избор епископа Филарета или да остане на функцији. Митрополит је одбио други предлог и сагласио се са саборском одлуком да се изабере нови Првојерарх[26]. Када је отишао у пензију, митрополит Анастасије је, једногласном одлуком чланова Сабора, добио титулу Његовог Блаженства са правом ношења две панагије и приношења крста, што је претходно одбио.
По одласку у пензију митрополит Анастасије је почео нагло да слаби. И самом архипастиру и онима око њега често се чинило да долази последњи тренутак његовог живота. Митрополит више није могао да учествује у васкршњој служби 1965. године, иако је све до средине маја примао посетиоце.
16. маја митрополит Анастасије се осећао лоше, сутрадан му се стање погоршало. Послат је телеграм свим епископима са позивом да се моле за њега. Митрополит Филарет, Архиепископи Серафим (Иванов) и Никон (Рклицки) су 19. маја са свештенством Знаменитског саборног храма извршили тајну јелеосвећења над митрополитом Анастасијем. Током наредних дана, болесник је постајао све слабији, често се крстио и скоро да није одговарао на питања. Болесник се причешћивао сваког дана, последњи пут на дан смрти, 22. маја ујутру.
Увече 22. маја 1965. године, у својим одајама у новој кући коју је Синоду поклонио филантроп Сергеј Семененко, у Источној 93. улици 75 на углу Парк авеније, где је, непосредно пре његове смрти, била и саборна катедрала. уређен у част иконе Богородице „Знамење“. Митрополит Филарет (Вознесенски) је 24. маја предводио заупокојену литургију и опело у Саборној Саборној цркви; отпустну молитву је прочитао његов исповедник архиепископ Аверкиј (Таушев). Сахрани су присуствовали представници Цариградске и Српске Цркве, као и старокалендарски грчки епископ. По завету митрополита Анастасија, код ковчега није било цвећа ни говора. Једини изузетак је била беседа митрополита Филарета, изговорена на крају Литургије .